# کلاریسا سلوین
کلاریسا سلوین (انگلیسی: Clarissa Selwynne؛ ‏ ۲۶ فوریهٔ ۱۸۸۶ – ۱۳ ژوئن ۱۹۴۸) بازیگر اهل بریتانیا بود. وی بین سال‌های ۱۹۱۳ تا ۱۹۳۷ میلادی فعالیت می‌کرد.
از فیلم‌هایی که وی در آن نقش داشته‌است، می‌توان به جین ایر، اسرار، شیطان رقاص، دختران، دست‌نیافتنی و رستاخیز اشاره کرد.